# Андрей Михайлов
Андрей Михайлов Андреев е български политик от Българска комунистическа партия.

## Биография
Роден е в Брезник през 1915 г. От 1939 г. е член на БКП. От 1939 до 1940 г. е секретар на Окръжния комитет на РМС в Брезник. През 1940 г. е осъден на 5 години затвор, но през 1943 г. успява да избяга и става партизанин. След Деветосептемврийския преврат е секретар на Окръжния комитет на БКП в Брезник. Бил е заместник-министър на строежите и първи секретар на Областния комитет на БКП в Перник и София. По-късно е първи заместник-председател на ЦК на БПФК. От 1962 до 1966 г. е кандидат-член на ЦК на БКП, а от 1966 до 1981 г. и член. Между 1981 и 1982 г. е член на Централната контролно-ревизионна комисия на БКП.